# Bryodiscus
Bryodiscus — рід лишайників родини Odontotremataceae. Назва вперше опублікована 1971 року.

## Класифікація
До роду Bryodiscus відносять 3 види:
- Bryodiscus arctoalpinus
- Bryodiscus grimmiae
- Bryodiscus hepaticarum